# 釧路北部消防事務組合
釧路北部消防事務組合（くしろほくぶしょうぼうじむくみあい、英:Kushiro North Fire Department）は、北海道川上郡弟子屈町、標茶町、鶴居村が組織する一部事務組合（消防組合）。弟子屈町に消防本部を置く。

## 概要

### 所在地
- 消防本部・弟子屈消防署 - 〒088-3215
北海道川上郡弟子屈町美里3丁目8-1
- 標茶消防署 - 〒088-2301
北海道川上郡標茶町旭4丁目6-2
- 鶴居消防署 - 〒085-1203
北海道川上郡鶴居村鶴居西3丁目24
- 川湯支署 - 〒088-3465
北海道川上郡弟子屈町川湯温泉3丁目2番10号

### 管内の概要
管内の人口 : 17,172人
- 弟子屈町 - 7,156人
- 標茶町 - 7,510人
- 鶴居村 - 2,506人

2019年（平成31年）3月31日現在
管内の世帯数 : 8,584世帯
- 弟子屈町 - 3,816世帯
- 標茶町 - 3,612世帯
- 鶴居村 - 1,156世帯

2019年（平成31年）3月31日現在
管内の面積 : 2445.5 km2
- 弟子屈町 - 774.33 km2
- 標茶町 - 1099.37 km2
- 鶴居村 - 571.80 km2

2018年（平成30年）10月1日現在

## 沿革
- 1973年（昭和48年）
  - 4月1日 -  釧路北部消防事務組合を設立する。
  - 10月1日 - 根室北部消防事務組合と相互応援協定を締結する。
- 1980年（昭和55年）
  - 4月1日 - 美幌・津別消防事務組合（現在の美幌・津別広域事務組合消防本部）と相互応援協定を締結する。
  - 6月1日 - 釧路東部消防組合と相互応援協定を締結する。
- 1982年（昭和57年）2月1日 - 釧路市消防本部と相互応援協定を締結する。
- 1991年（平成3年）4月1日 - 北海道広域消防相互応援協定を締結する。
- 1993年（平成5年）10月14日 - 創立20周年記念式典を挙行する。
- 2003年（平成15年）4月1日 - 創立30周年記念式典を挙行する。
- 2013年（平成25年）5月12日 - 創立40周年記念式典を挙行する。

## 組織
- 消防長
  - 消防課
    - 消防係
    - 庶務係

  - 消防署（弟子屈、標茶、鶴居）
    - 次長
      - 警防管理課
        - 警防係
        - 総務係

      - 予防救急課
        - 救急救助係
        - 予防広報係

    - 川湯支署
      - 警防管理課
        - 警防係